# Tall ar Rub‘
Tall ar Rub‘ (franska: Mendès, engelska: Mendes, arabiska: تل الربع) är en kulle i Egypten.   Den ligger i guvernementet Ad-Daqahliyya, i den norra delen av landet, 100 km norr om huvudstaden Kairo. Toppen på Tall ar Rub‘ är 11 meter över havet.

## Historia
Under antiken fanns på platsen en tätort som på grekiska kallades Mendes. Under faraonerna var Mendes huvudstad för sitt län och hemort för härdivisionen Calasirii. Den var även platsen för dyrkan av guden Mendes, som räknades bland Egyptens åtta främsta gudar och som likt Pan avbildades i getform. Staden var även känd för framställningen av en parfym som kallades Mendesium unguentum. Dock drabbades Mendes av nedgång och försvann helt under det första århundradet e.Kr, förmodligen på grund av att vattenkanalerna försummades under den ptolemeiska dynastin, och den närliggande staden Thmuis tog över dess roll i området.

## Geografi
Terrängen runt Tall ar Rub‘ är mycket platt. Runt Tall ar Rub‘ är det mycket tätbefolkat, med 1 177 invånare per kvadratkilometer. Närmaste större samhälle är Al Manşūrah, 15,6 km nordväst om Tall ar Rub‘. Trakten runt Tall ar Rub‘ består till största delen av jordbruksmark.